# David Willetts
David Linsay Willetts, né le 9 mars 1956 à Birmingham, est un homme politique britannique.
Il est ministre d'État chargé des Universités et de la Science dans le gouvernement Cameron. Il est également membre du Parlement pour Havant.
Il a étudié à Christ Church à Oxford.
Il est fait pair à vie le 16 octobre 2015.